# Autobahnknoten Trnava
Der Autobahnknoten Trnava (slowakisch diaľničná križovatka Trnava) ist ein Autobahnkreuz unweit der westslowakischen Stadt Trnava und verknüpft die Autobahn D1 mit der Schnellstraße R1. Er befindet sich in einem ländlichen Gebiet südöstlich der Stadt, vollständig in der Katastralgemeinde Modranka gelegen.
Auf der D1 trägt der Knoten die Nummer 50, auf der R1 die Nummer 3.

## Bauart
Der Knoten ist von der Bauform her als klassisches Kleeblatt ohne baulich getrennte Verflechtungsstrecken ausgeführt. Auf der unteren Ebene verläuft die D1, die von Bratislava her 2 × 3 Fahrstreifen ohne Standstreifen hat und verengt sich im Bereich des Knotens auf 2 × 2 Fahrstreifen mit Standstreifen im weiteren Verlauf nach Žilina. Auf der oberen Ebene verläuft die R1 mit durchgehend 2 × 2 Fahrstreifen sowie Ein-/Ausfädelungsstreifen. Alle Rampen sind zweistreifig, im nordwestlichen Quadranten ist das Areal der Autobahnmeisterei Trnava an eine der Rampen angeschlossen.

## Betreuung
Der Knoten wird zur Gänze durch die staatliche Autobahngesellschaft Národná diaľničná spoločnosť, a. s. (kurz NDS) betreut. Für die D1 sowie die Rampen ist die Autobahnmeisterei Trnava zuständig, für die R1 hingegen die Autobahnmeisterei Galanta.

## Geschichte
Vor dem Bau ab den späten 1970er Jahren verlief die damalige Straße 1. Ordnung 51 (I/51) quer durch die heutigen westlichen Rampen. Der Bauabschnitt Senec–Trnava der damaligen Autobahn D61 (seit 1999 Teil der D1), wurde am 7. November 1978 dem Verkehr freigegeben, mit dem Ende an einer höhengleichen Kreuzung mit der I/51. Erst mit dem Bau des folgenden Abschnitts (Trnava–Hlohovec) entstand der Knoten, damals als Anschlussstelle der D61 mit der I/51. Bis zum Jahresende 1981 wurde die I/51 vom Knoten bis zum Stadtrand von Trnava vierspurig ausgebaut, der Knoten selbst wurde 1982 fertiggestellt mit der Inbetriebnahme des Abschnitts Trnava–Hlohovec im September 1982 (nach anderen Quellen erst im April 1983). Die I/51 südöstlich der Anschlussstelle blieb vorerst nur zweispurig.
Am 15. Juli 2000 wurde die vierspurig ausgebaute I/51 südöstlich der Anschlussstelle dem Verkehr freigegeben, es handelte sich aber noch um eine reguläre Straße 1. Ordnung. Mit der Umwidmung der Teilstrecke Trnava–Nitra der I/51 zur Schnellstraße R1 im Jahr 2009 wurde die Anschlussstelle ohne bauliche Änderung zum Autobahnknoten. Auch die 2010 erfolgte Umwandlung von Standstreifen in reguläre Fahrstreifen auf der D1 westlich des Knotens änderte nichts daran.